# فرودگاه پلیکو
 فرودگاه پلیکو (به انگلیسی: Pleiku Airport) (به زبان بومی: Sân bay Pleiku) یک فرودگاه همگانی با کد یاتا PXU است که یک باند فرود آسفالت دارد و طول باند آن ۱۸۱۷ متر است. این فرودگاه در کشور ویتنام قرار دارد و در ارتفاع ۷۴۲ متری از سطح دریا واقع شده است.

## شرکت‌های هواپیمایی و مقصدهای پروازی
| شرکت‌های هواپیمایی        | مقصدهای پروازی                     |
| ------------------------ | ---------------------------------- |
| Jetstar Pacific Airlines | دا نانگ، نوا به، تان سون نهات      |
| ویت‌جت ایر                | نوا به، تان سون نهات، کت بای، Vinh |
| ویتنام ایرلاینز          | دا نانگ، نوا به، تان سون نهات      |